# Jacob Gould Schurman
Jacob Gould Schurman (Isla del Príncipe Eduardo, 22 de mayo de 1854-Bedford Hills, 12 de agosto de 1942) fue un educador y diplomático estadounidense nacido en la Norteamérica británica, que se desempeñó como presidente de la Universidad de Cornell y embajador de Estados Unidos en Alemania.

## Biografía
Schurman nació en Freetown, Isla del Príncipe Eduardo el 2 de mayo de 1854, hijo de Robert y Lydia Schurman. Schurman vivió en la granja de sus padres cuando era niño, luego, en 1867, consiguió un trabajo en una tienda cerca de su casa, que ocupó durante dos años.
A la edad de quince años, Schurman ingresó en la Summerside Grammar School en la Isla del Príncipe Eduardo y en 1870 ganó una beca para estudiar en el Prince of Wales College durante dos años. Después del Prince of Wales College, estudió durante un año y medio en el Acadia College de Nueva Escocia.
En 1874, mientras estudiaba en la Universidad de Acadia en Wolfville, Nueva Escocia, ganó la beca canadiense Gilchrist para estudiar en la Universidad de Londres, de la cual recibió una licenciatura en 1877 y una maestría en 1878. Schurman también estudió en París, Edimburgo, Heidelberg, Berlín, Gotinga e Italia. 
Fue profesor de literatura inglesa, economía política y psicología en la Universidad de Acadia en 1880-1882, de metafísica y literatura inglesa en el Dalhousie College , Halifax, Nueva Escocia, en 1882-1886, y de filosofía (profesor Sage) en la Universidad de Cornell en 1886–92, siendo Decano de la Sage School of Philosophy en 1891-92, donde editó The Philosophical Review.
En 1892 se convirtió en el tercer presidente de la Universidad de Cornell, cargo que ocupó hasta 1920. Recibió un LLD (honoris causa) de la Universidad de Edimburgo en marzo de 1902. 

## Presidente de Cornell
Como presidente de Cornell, Schurman ayudó a inventar la moderna universidad de investigación financiada por el estado. Según la Ley Morrill, los estados estaban obligados a financiar el mantenimiento de las instalaciones de las universidades con concesión de tierras, pero no estaban obligados a financiar las operaciones. Las leyes posteriores exigieron que los estados igualaran los fondos federales para estaciones de investigación agrícola y extensión cooperativa. En su discurso inaugural como tercer presidente de Cornell el 11 de noviembre de 1892, Schurman anunció su intención de conseguir el apoyo financiero del estado.  Cornell, que había estado ofreciendo una beca de cuatro años a un estudiante en cada distrito de la asamblea de Nueva York cada año y era la universidad estatal con concesión de tierras, estaba decidida a convencer al estado de convertirse en benefactor de la universidad. En 1894, la legislatura estatal votó a favor de brindar apoyo financiero para el establecimiento de la Facultad de Medicina Veterinaria del Estado de Nueva York y realizar asignaciones anuales para la facultad. Esto sentó los precedentes de las universidades estatutarias controladas de forma privada y apoyadas por el estado y la cooperación entre Cornell y el estado. Los créditos estatales anuales se ampliaron posteriormente a la agricultura, la economía doméstica y, después de la Segunda Guerra Mundial, a las relaciones industriales y laborales.
En 1898, Schurman convenció a la Legislatura estatal para que fundara la primera facultad forestal de América del Norte, la Facultad de Silvicultura del Estado de Nueva York.  El Colegio se comprometió a establecer un bosque de demostración de 30.000 acres (120 km 2 ) en las Adirondacks, financiado por el estado de Nueva York.  Sin embargo, los planes del director de la escuela, Bernhard Fernow, para el terreno generaron críticas de los vecinos, y el gobernador Benjamin B. Odell vetó la asignación de 1903 para la escuela. En respuesta, Cornell cerró la escuela.  Posteriormente, en 1911, la Legislatura estatal estableció una Facultad de Silvicultura del Estado de Nueva York en la Universidad de Syracuse, y los restos del programa de Cornell se convirtieron en el Departamento de Recursos Naturales en su Facultad de Agricultura en 1910.  Posteriormente, el Estado siguió la Mismo modelo para establecer una escuela estatal de cerámica en la Universidad Alfred .
En 1911, Schurman falló a favor de admitir a dos estudiantes negras en Sage Hall a pesar de que 269 de sus compañeras blancas solicitaron negarles la residencia.

## Carrera internacional
Fue presidente de la Primera Comisión Filipina de los Estados Unidos en 1899 y escribió (además de una parte del informe oficial al Congreso) Asuntos filipinos: una retrospectiva y una perspectiva (1902). Con JE Creighton y James Seth fundó en 1892 The Philosophical Review. También escribió La ética kantiana y la ética de la evolución (1881); La importancia ética del darwinismo (1888); Creencia en Dios (1890) y Agnosticismo y religión (1896).
Schurman sirvió como embajador de Estados Unidos en Grecia en 1912-13, ministro en China entre 1921 y 1925, y luego como embajador en Alemania entre 1925 y 1929, cargo que ocupó anteriormente dos veces el primer presidente de Cornell, Andrew Dickson White . En 1917, Schurman fue nombrado presidente honorario del Comité Americano de Ayuda para los Griegos de Asia Menor, una organización que proporcionó ayuda humanitaria a los griegos otomanos durante el genocidio griego. Se retiró a Bedford Hills, Nueva York en 1930.
En 1960, Cornell nombró al ala administrativa de su escuela de veterinaria Jacob Gould Schurman Hall en su honor. En 2021, la Asociación Filipina de Cornell buscó desacreditar a Schurman debido al trabajo de la Comisión Filipina y exigió que su nombre fuera eliminado del edificio. Después de escuchar a ambas partes, la presidenta de Cornell, Martha Pollack, rechazó la medida, en 1967, Jacob Gould Schurman III otorgó las cátedras Schurman en su honor. Cornell las describe como "una de las cátedras más prestigiosas de la universidad".

## Vida personal
Jacob Gould Schurman se casó con Barbara Forrest Munro (1865-1930) en 1884; tuvieron siete hijos, incluida la hija menor, Dorothy Schurman Hawes, que escribió sobre China.